# Горелуха (Бокситогорский район)
Горелуха — деревня в Большедворском сельском поселении Бокситогорского района Ленинградской области.

## История
Деревня Горелуха обозначена на специальной карте западной части России Ф. Ф. Шуберта 1844 года.

ГОРЕЛУХА — деревня Большедворского общества, прихода села Дыми. Река Рядань.

Крестьянских дворов — 12. Строений — 35, в том числе жилых — 17. Кузница.

Число жителей по семейным спискам 1879 г.: 29 м. п., 43 ж. п.; по приходским сведениям 1879 г.: 24 м. п., 35 ж. п.

В конце XIX века — начале XX века деревня административно относилась к Большедворской волости 5-го земского участка 1-го стана Тихвинского уезда Новгородской губернии.

ГОРЕЛУХА — деревня Большедворского общества, дворов — 14, жилых домов — 14, число жителей: 47 м. п., 50 ж. п.
 
Занятия жителей — земледелие, лесные заработки. Река Рядань. Часовня, водяная мельница. (1910 год)

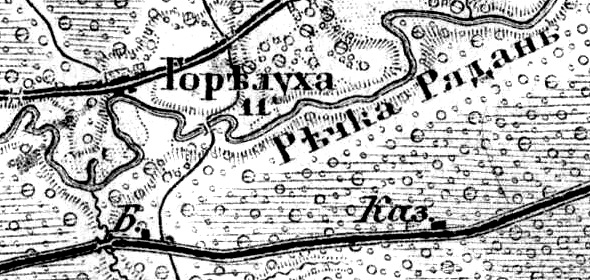
Деревня Горелуха на карте 1913 года

Согласно карте Новгородской губернии 1913 года, деревня насчитывала 11 крестьянских дворов.
С 1917 по 1918 год деревня входила в состав Большедворской волости Тихвинского уезда Новгородской губернии.
С 1918 года, в составе Череповецкой губернии.
С 1924 года, в составе Пригородной волости.
С 1927 года, в составе Борковского сельсовета Тихвинского района.
По данным 1933 года деревня Горелуха входила в состав Большедворского сельсовета Тихвинского района.
В 1940 году население деревни составляло 135 человек.
С 1952 года, в составе Бокситогорского района.
С 1954 года, в составе Большедворского сельсовета.
С 1963 года, вновь в составе Тихвинского района.
С 1965 года, вновь в составе Бокситогорского района. В 1965 году население деревни составляло 74 человека.
По данным 1966, 1973 и 1990 годов деревня Горелуха входила в состав Большедворского сельсовета Бокситогорского района.
В 1997 году в деревне Горелуха Большедворской волости проживали 17 человек, в 2002 году — 27 человек (русские — 96 %).
В 2007 году в деревне Горелуха Большедворского СП проживали 10 человек, в 2010 году — 17.

## География
Находится в северо-западной части района на автодороге 41К-036 (Галично — Харчевни).
Расстояние до административного центра поселения — 4 км.
Расстояние до ближайшей железнодорожной платформы Дыми — 2 км. 
Деревня находится на правом берегу реки Рядань.

## Население
| 1997 | 2002 | 2007 | 2010 | 2017 |
| ---- | ---- | ---- | ---- | ---- |
| 17   | ↗27  | ↘10  | ↗17  | ↘10  |

## Археология
Близ деревни Горелуха были найдены две группы памятников приладожской курганной культуры — на правом берегу реки Тихвинки (приток Сяси) и на мореной возвышенности правого коренного берега реки Рядань.